# Loreto (Maranhão)
Loreto is een gemeente in de Braziliaanse deelstaat Maranhão. De gemeente telt 10.701 inwoners (schatting 2009).